# Delphia Welford
Delphia Welford (Okolona, Mississippi, 9 septembre 1875 - Humboldt, Tennessee, 14 novembre 1992), était une supercentenaire américaine connue pour avoir été la deuxième personne vivante la plus âgée au monde, et aussi la plus âgée des Américaines jusqu'à ce que Sarah Knauss la dépasse en 1997.

## Biographie
Delphia Welford est née le 9 septembre 1875 à Okolona, Mississippi.
Les parents de Welford étaient Richard et Heddie Welford. La famille a déménagé à Humboldt, Tennessee alors qu'elle était encore enfant. Elle a eu un fils, Leo Mathis, à la fin des années 1890. Welford ne s'est jamais mariée et a passé le reste de sa vie à Humboldt.

### Longévité
Le 28 décembre 1989, Mary Royster décède et Welford, âgé de 114 ans et 110 jours, devient la dernière Américaine née en 1875.
Le 5 avril 1990, elle a dépassé Anna Eliza Williams en tant que quatrième personne vérifiée la plus âgée.
Le 7 juillet 1990, Easter Wiggins décède et Welford, à 114 ans et 301 jours, devient la personne vivante la plus âgée des États-Unis.
Le 27 novembre 1990, Welford a dépassé l'âge d'Augusta Holtz, devenant ainsi la troisième personne la plus âgée de l'histoire et la deuxième personne américaine vérifiée la plus âgée.
Le 16 octobre 1991, Welford a dépassé l'âge d'Easter Wiggins, devenant ainsi la personne américaine la plus âgée de tous les temps, jusqu'à ce qu'elle soit dépassée par Sarah Knauss en 1997. De plus, elle est devenue la deuxième personne vérifiée la plus âgée.
Le 9 septembre 1992, elle a eu 117 ans, faisant d'elle la première Américaine à être validée et la deuxième au monde à le faire à cet âge.
Welford est décédée le 14 novembre 1992, étant au moment de sa mort la deuxième personne vivante la plus âgée au monde, dépassée seulement par Jeanne Calment.

## Polémiques sur son âge
Bien que Welford ait affirmé être né le 9 septembre 1881 ; De 2016 à avril 2023, des enquêtes ont été menées par le Groupe de recherche en gérontologie pour déterminer sa date de naissance exacte, qui était officiellement le 9 septembre 1875. Ainsi, Welford est passé de 111 ans à 117 ans. Et elle est également devenu la dixième personne la plus âgée de tous les temps.